# 883 a.C.
L'883 a.C. (DCCCLXXXIII a.C. in numeri romani) è un anno  del IX secolo a.C.

## Eventi
- Assurnasirpal II è sovrano di Assiria.